# 윌리엄 랜들 크리머

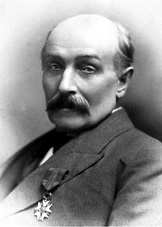
윌리엄 랜들 크리머

윌리엄 랜들 크리머 경(Sir William Randal Cremer, 1828년 3월 18일~1908년 7월 22일)은 영국의 정치인이자 사회운동가로 흔히 중간 이름 "랜들"로 알려져 있다.
1865년 국제 노동자 협회 서기장으로 선출되었지만 선출된 지 불과 2년 만에 사임했다. 그 후 1885년부터 1895년까지 영국 의회에서 해거스톤 의원으로 활동했다. 1897년 영미 중재 조약을 체결하는 등 국가간의 조정에 큰 공헌을 한 점을 인정받아 1903년 노벨 평화상을 수상했으며 국제 의원 연맹과 국제 중재 연맹의 공동 설립자로 참가하기도 했다.
그 외에도 프랑스 레지옹 도뇌르 훈장과 노르웨이 성 올라프 기사훈장을 받았으며 1907년에 영국 기사작위(Knight Bachelor)를 받았다.